# 王竹溪
王 竹渓（おう ちくけい、1911年6月7日 - 1983年1月30日）は、中国の物理学者・教育者・文献学者。名は治淇、竹渓は号。

## 経歴
湖北省公安県出身。1933年に清華大学物理学科を卒業し、同大学の大学院で研究を続けた。政府の支援を受けてイギリスに留学し、1938年にRalph Fowler指導のもとケンブリッジ大学から博士号を取得した。
中国に帰国後、清華大学の物理学科で統計物理学・熱力学・量子力学を教えた。1952年より北京大学の教授となり、後に副学長も務めた。
物理学の分野での振興を認められ、1955年に中国科学院の創設メンバーに選出された。
「熱力学」や「統計物理学入門」など北京大学出版から出版されたいくつかの教科書を執筆した。中国物理学会専門用語委員会の委員長を務め、新たな物理学用語の中国語訳を多数創出した。
その間、250万語の「部首による新中国辞書」の編集者として、文献学の学習に専念した。これは康熙字典の214個の部首を56個に簡素化し、上から下および左から下への書き順で50,000以上の漢字を整理した。これは検索するのに便利なシステムであった。
彼の学生は、ノーベル賞受賞者の楊振寧や中国科学院元院長の周光召など優秀な物理学者が多くいる。2003年、北京大学のキャンパスにブロンズ胸像が建てられた。

## 業績
- Thermodynamics, 2nd Edition; Wang Z.X; Peking University Press 2005 ISBN 7-301-08495-1
- Statistical Physics, Wang Z. X., Peking University Press
- Special Functions, Wang Z. X., Guo D R, Singapore World Scientific Publishing C. 1989 ISBN 9971-5-0667-X
- New Chinese Dictionary by Division Heads, Wang Z.X.